# الجميلة النائمة (فلم 2011)
الجميلة النائمة (بالإنجليزية: Sleeping Beauty) هو فيلم مقتبس من نوع دراما أُصدر في 2011، من إنتاج آي إف سي فيلمز، ومن توزيع باراماونت بيكتشرز. الفيلم من إخراج وسيناريو جوليا لي، ومقتبس عن رواية الجميلات النائمات للياباني ياسوناري كواباتا.

## القصة
تقع أحداث الفيلم في سيدني. وقصة الفيلم الرئيسية حول الدعارة.

## طاقم التمثيل
- Jamie Timony  [لغات أخرى]‏
- هنري نيكسون (ممثل)
- جاستن سميث [الإنجليزية]‏
- هيو كييس-بيرن
- راشيل بليك
- إيميلي براوننغ
- مايكل دورمان
- هانا وانغ  [لغات أخرى]‏
- بينيتا كولينغز
- اوين ليزلي
- Kelly Paterniti [الإنجليزية]‏
- ناثان بيج
- كريس هايوود
- لؤلؤه تان [الإنجليزية]‏
- بيتر كارول
- سارة سنوك
- تامي ماكنتوش
- تريسي مان
- ميراه فويكس
- جويل توبيك

## الإنتاج
موسيقى الفيلم التصويرية كانت من تأليف بن فروست.

## الاستقبال
بناءً على مراجعةروتن توميتوز المُتَخصّصٌ في التقييماتٍ وأخبارٍ ومعلوماتٍ حولَ الأفلام، والمعروفٌ عالمياً بأنه مُجمّع للتقييمات حيث يجمع تقييمَ النُقّاد لأي فيلم ويعطي متوسط تقييم له إضافة إلى نسبة مئوية بالمراجعات الإيجابية قيم الفلم بمتوسط تقييم 5.22 / 10. يقول إجماع النقاد إن المقدمة الاستفزازية للجمال النائم وتصميمها الفني المضيء يعوقها عرضها
وقد حصل الفيلم على تصنيف موافقةروتن توميتوز على نسبة 48 ٪ .

## وصلات خارجية
- مقالات تستعمل روابط فنية بلا صلة مع ويكي بيانات